# 39464 Pöppelmann
39464 Pöppelmann è un asteroide della fascia principale. Scoperto nel 1973, presenta un'orbita caratterizzata da un semiasse maggiore pari a 2,4287716 UA e da un'eccentricità di 0,1934436, inclinata di 0,69842° rispetto all'eclittica.